# 김기현 (1987년)
김기현(金基賢, 1987년 5월 9일 ~ )는 전 KBO 리그 SK 와이번스의 선수이다.

## SK 와이번스시절
2009년에 1경기 1타석에 들어서 삼진을 당한 것 외에는 타석에 들어선 적이 없다.

## 출신학교
- 사파초등학교
- 신월중학교
- 마산고등학교